# Топольська Анастасія
Анастасія Олександрівна Топольська, до шлюбу Бесєдіна, відома як Nastia або SHEIS (нар. 20 травня 1987) — українська ді-джейка, засновниця лейблу Propaganda. Називає себе широкоформатною музиканткою і грає в таких стилях, як драм-енд-бейс, мінімал, хауз, техно, діп-хауз, тріп-хоп і джаз.

## Біографія
Народилася 20 травня 1987 року у селищі Фащівка Луганської області, де виросла та закінчила школу. Вступивши 2004 року до Донецького університету економіки і торгівлі, переїхала до Донецька. У цей час протягом року працювала піджейкою в донецькому клубі «НЛО». 2005 року почала вчитися діджеїнгу і вже у вересні в Івано-Франківську провела перший виступ. Взяла сценічне ім'я DJ Beauty, яке придумав її хлопець, діджей Олександр Приходько (DJ Cross).
Була учасницею телевізійного шоу «UA.DJ» у номінації «кращий house DJ». У травні-липні 2006 працювала з лейблом Sendrecords Євгена Євтухова. У липні 2006 року взяла участь в «Jeans DJ Parade» у Дніпрі. Перемігши в номінації «Відкриття року», відіграла на одній арені з Mylo у фіналі в Києві. У цей же час стала резиденткою фестивалю «Казантип». У вересні 2006 почала роботу над своєю програмою Beautiful Night на Kiss FM. З кінця вересня почала співпрацювати з українським лейблом Virus Production. У квітні 2007 року представляла Донецьк на конкурсі «Міс Україна».
У травні 2007 змінила концепт програми Beautiful Night, яка отримала нову назву Bigudi. У тому ж місяці також стала ведучою нової програми «Лифт в небеса» на Kiss FM. До 2011 року була керівником танцполу Kiss FM на «Казантипі», займаючись організацією вечірок. У червні 2007 перемогла в номінації «Прорив року» за версією TopDJ. У липні 2007 разом з чоловіком DJ Tapolsky стала представником (послом) «Казантипу» в Києві (посольство проіснувало до листопада 2010). У листопаді 2007 визнана кращим ді-джеєм Донецька за версією Medoff Night Life Awards.
Після «Казантипу-2009» змінила своє сценічне ім'я на «Nastia», імідж та стиль своєї музики. Також змінила назву своєї програми на Kiss FM на Propaganda. Стала резидентом московського клубу Arma17. Почала багато гастролювати, виступаючи по всій Європі, у ПАР, Південній Америці та інших регіонах. У 2011 році, в рамках спільного проекту «He & She» з Sunchase (Олександр Павленко), записала реліз Videt, випущений лейблом Musik Gewinnt Freunde. У 2012 році підписала контракт з агенцією The Bullitt Agency.
2013 року відкрила свій лейбл Propaganda. З 2014 року в київському клубі Closer щорічно проводиться фестиваль «Стрічка», що почався з ідеї відсвяткувати день народження Топольської. У червні 2016 програма Propaganda почала виходити на радіостанції Ibiza Sonica.
31 жовтня 2016 року Топольська назвала народних депутатів «дебілами» за ухвалення змін до Законом України «Про телебачення і радіомовлення», яким запровадили квоти для україномовного продукту на радіо. Однак після того, як її допис у Фейсбуку, викликав обурення у громадськості, вибачилась за сказане.
17 травня 2018 року привітала українців з «днем вишивати» замість «дня вишиванки». Через обурення в коментарях видалила свій пост.

## Громадянська позиція
За даними ексглави СБУ, нардепа Валентина Наливайченка, Анастасія Топольська кілька разів на рік відвідує тимчасово окупований Росією Крим.
Після початку тимчасової анексії Криму та російсько-української війни продовжила виступати в Росії. Зокрема, 8-9 травня 2021 року виступила в московському клубі, що викликало чималий резонанс.

## Особисте життя
У 16 років почала зустрічатися з діджеєм Олександром Приходьком (DJ Cross). У 20 років одружилася з діджеєм Анатолієм Тапольським. Народила доньку Уляну. 21 жовтня 2016 року розлучилася. За іншою інформацією і досі перебуває у шлюбі. Щонайменше з 2016 року зустрічається з народним депутатом Сергієм Лещенком.